# 2. Panzerarmee
2. Pansararmén (tyska: 2. Panzerarmee) var en tysk armé under andra världskriget.

## Moskva

### Organisation
Arméns organisation den 2 oktober 1941:
- XXXXVII. Armeekorps
- XXIV. Armeekorps
- XXXXVIII. Armeekorps
- XXXV. Armeekorps
- XXXIV. Armeekorps

## Kursk
2. Pansararmén skulle försvara Orjolbågen och skydda 9. Arméns flank. När Röda armén startade Operation Kutuzov, motanfallet på den norra sidan av kurskfickan, hamnade emellertid armén direkt i hetluften igen.

### Organisation
Tillhörde Armégrupp Mitte
- XXXV. Armeekorps
- LIII. Armeekorps
- LV. Armeekorps
- Reserv
  - 112. Infanterie-Division

Trots sitt namn som pansararmé innehöll armén endast ett pansarförband, den svaga 25. Panzergrenadier-Division.

## Balatonsjön

### Organisation
Arméns organisation den 7 maj 1945:
- I. Kavallerie-Korps
- XXII. Armeekorps
- LXVIII. Armeekorps

## Befälhavare
Chefer för armén:
- Generaloberst Heinz Guderian (5 oktober 1941 – 25 december 1941)
- Generaloberst Rudolf Schmidt (25 december 1941 – 10 april 1943)
- General der Infanterie Heinrich Clößner (11 april 1943 – 6 augusti 1943)
- Generaloberst Walter Model (6 augusti 1943 – 14 augusti 1943)
- Generaloberst Dr Lothar Rendulic (14 augusti 1943 – 24 juni 1944)
- General der Infanterie Franz Böhme (24 juni 1944 – 17 juli 1944)
- General der Artillerie Maximilian de Angelis (18 juli 1944 – 8 maj 1945)